# Мост уздаха (Кембриџ)
Мост уздаха у Кембриџу покривен је мост на Сент Џонс колеџу Универзитета у Кембриџу. Изграђен је 1831. године преко реке Кам.

## О мосту
Мост уздаха у Кембриџу носи име знаменитог Моста уздаха у Венецији. Оба моста су покривена, али немају много заједничког у архитектонском смислу. Изграђен је 1831. године. Архитекта је Хенри Хачинсон. Настао је из потребе да се направи још један пролаз између Трећег и Новог крила којим су пролазили студенти. Данас је део главне магистрале којим свакодневно пролазе и они који живе и они који раде на колеџу.

### Копије моста
Поред славног Бајрона, многи Енглези су били опчињени Мостом уздаха. Отуда и две копије моста у енглеским универзитетским градовима Оксфорду и Кембриџу.

## Галерија
- Мост уздаха у Кембриџу
- Мост уздаха у Кембриџу, из Британске библиотеке
- Прелазак преко Моста уздаха у Кембриџу
- Мост уздаха у Кембриџу
- Мост уздаха у Кембриџу
- Мост уздаха у Кембриџу